# Whenever You Call
『Whenever You Call』（ウェンエバー ユー コール）は、日本の男性アイドルグループ・嵐のデジタルシングル。2020年9月18日にジェイ・ストームから配信された。

## 概要
ブルーノ・マーズは、年内で嵐がグループ活動を休止させることを知った上で、これまでの嵐の楽曲を聴き､ 嵐のライブパフォーマンスの映像を見て嵐のために新曲を書き下ろした。グループ活動を休止させる嵐5人の気持ち、そして休止後もその想いは常にファンと共にあるという意味を込めたエモーショナルなミディアム・バラードとなっている。
嵐メンバー達は「今までの楽曲を聴いてもらったり、パフォーマンスを観て、今の僕たちに合う曲を作ってくれた」と話し､「僕らとファンを繋ぐ曲になる､なってるんじゃないかと思います。また、普遍的なラブソングでもあるので、いろんな人たちに響く曲になってるんじゃないかと思う」､「この曲が聴いてくれた人にとって“ひとすじの光“になったら」と述べている。
前作『カイト』から約2ヶ月振りのシングルであり、デジタルシングルとしては『IN THE SUMMER』以来となる。
「Whenever You Call」のミュージック・ビデオは、9月18日午後1時に嵐公式YouTubeチャンネルおよび各配信サービスにて公開され、また、リリース当日にテレビ朝日系『ミュージックステーション』にて初披露された。

## 収録トラック
1. 「Whenever You Call」 - 3:14
  - Written & Produced by Bruno Mars & D'Mile

## 収録アルバム
Whanever You Call
- This is 嵐

## 映像作品
Whanever You Call
- アラフェス2020 at 国立競技場
- This is 嵐 LIVE 2020.12.31